# Nick Hamm
Nick Hamm (Belfast, 10 de desembre de 1957) és un director i productor de cinema, televisió i teatre nascut a Belfast, Irlanda del Nord. Va guanyar un BAFTA pel seu drama The Harmfulness of Tobacco protagonitzat per Edward Fox.
Les pel·lícules més recents de Hamm, The Journey protagonitzada per Timothy Spall i Colm Meaney, i Driven protagonitzada per Jason Sudeikis i Lee Pace, ambdues es van estrenar al Festival Internacional de Cinema de Venècia i més tard es van mostrar al Festival Internacional de Cinema de Toronto.
El 2020, Hamm va formar la companyia d'entreteniment amb seu a Londres i Los Angeles Free Turn amb el seu germà Jon.

## Primers anys i antecedents
Hamm va néixer a Belfast, Irlanda del Nord, fill de Marian i Patrick Hamm. Va assistir a la Universitat de Manchester i es va llicenciar en anglès i filosofia.

## Carrera

### Teatre
Hamm va començar la seva carrera als marges de Londres abans de convertir-se en director resident de la Royal Shakespeare Company on es va centrar principalment a treballar amb dramaturgs contemporanis, com Howard Barker, Edward Bond i Arthur Miller.

### Cinema
El 1989, Hamm va passar al cinema, dirigint The Bottom Line, un documental sobre la crisi de la cultura, amb Dustin Hoffman i Arthur Miller. El 1992, Hamm va guanyar un BAFTA pel seu drama The Harmfulness of Tobacco protagonitzat per Edward Fox. El 1996, va dirigir Esclat de passions (Miramax) protagonitzada per Polly Walker i Vincent Perez, una història d'amor èpica ambientada als primers dies de la Guerra Civil Espanyola. Després va dirigir la comèdia romàntica La Martha coneix en Frank, en Daniel i en Laurence, una coproducció de Film Four i Miramax escrita per Peter Morgan i protagonitzada per Joseph Fiennes.
El 2001, va rebre elogis de culte per la direcció de The Hole, protagonitzada per Thora Birch i Keira Knightley, en un dels seus primers papers al cinema. Després va dirigir el thriller de 2004 Godsend per a Lionsgate Films, protagonitzat per Robert De Niro, Rebecca Romijn i Greg Kinnear.
El 2011, Hamm es va associar amb Northern Ireland Screen per dirigir i produir Killing Bono, distribuït al Regne Unit per Paramount Pictures. Ben Barnes i Robert Sheehan protagonitzen dos germans que lluiten per obrir el seu camí a través de l'escena musical irlandesa dels anys 80 a l'ombra dels seus ara famosos amics de l'escola, U2.
El 2015, Hamm es va associar de nou amb Northern Ireland Screen i IM Global per dirigir The Journey. Guió de l'aclamat novel·lista irlandès Colin Bateman, el drama és un relat fictici dels enemics polítics Ian Paisley i el veritable viatge de Martin McGuiness cap a la pau i l'amistat a l'Acord de St Andrews de 2006. Timothy Spall i Colm Meaney protagonitzen Paisley i McGuiness respectivament, juntament amb Freddie Highmore, John Hurt, Toby Stephens i Ian Beattie. El juliol de 2016, la pel·lícula es va anunciar com a selecció oficial del Festival Internacional de Cinema de Toronto i es va estrenar a tot el món a la 73a Mostra Internacional de Cinema de Venècia el 7 de setembre de 2016. La pel·lícula va obtenir elogis de la crítica quan es va estrenar, guanyant Meaney el premi IFTA al millor actor principal.
El 2017, Hamm va dirigir Driven, la seva segona col·laboració amb l'escriptor Colin Bateman (The Journey). Driven explica la història de la relació entre el contrabandista convertit en informador de l'FBI, Jim Hoffman, i el seu veí glamurós, el magnat dels cotxes John DeLorean durant l'ascens i la caiguda de la seva DeLorean Motor Company dels anys 70. La comèdia és protagonitzada per Jason Sudeikis, Lee Pace, Corey Stoll i Judy Greer. A la tardor del 2018, Driven va tancar la 75a Mostra Internacional de Cinema de Venècia abans d'aparèixer al Festival Internacional de Cinema de Toronto de 2018. La pel·lícula es va estrenar l'agost de 2018 amb crítiques positives, sovint citant l'impressionant retrat de Lee Pace de l'infame John Delorean.
El 2021, Hamm va dirigir i produir el seu darrer llargmetratge, Gigi & Nate, protagonitzat per Marcia Gay Harden, Diane Ladd, Charlie Rowe i Josephine Langford. La pel·lícula segueix un jove que troba esperança en un amic animal després que un accident estrany el deixa paralitzat.
Hamm està actualment en preproducció del seu proper llargmetratge: una èpica històrica ambientada a Suïssa, Wilhelm Tell.

### Televisió
El treball de Hamm a la televisió britànica inclou Play on One: Out of the Blue, protagonitzat per Catherine Zeta-Jones i Colin Firth  per a la BBC, i la molt aclamada sèrie Rik Mayall Presents per a Granada. Es tractava d'una sèrie de pel·lícules de televisió puntuals amb el còmic alternatiu Rik Mayall en papers més dramàtics, amb Hamm dirigint el conjunt de Scarborough a Dancing Queen with Helena Bonham Carter, i la sàtira televisiva Micky Love amb Alan Cumming, Jennifer Ehle i Eleanor Bron.
El 2010, Hamm va formar Momentum TV, una productora de televisió amb seu als Estats Units. El març de 2012, Hamm va rebre llum verda per produir i dirigir Rogue com a primera sèrie original de DirecTV/AT&T per a Audience Network. A l'agost de 2014, Rogue es va renovar per dues temporades més.
Hamm també va produir i va ser el showrunner de Full Circle per a la xarxa d'audiències d'AT&T. Full Circle, una sèrie d'antologia dramàtica de mitja hora, va ser creada pel dramaturg Neil LaBute i inspirada en la clàssica obra alemanya de 1920 La Ronde. La primera temporada, Full Circle: Los Angeles, protagonitzada per Minka Kelly, Tom Felton, David Boreanaz, Kate Walsh, Ally Sheedy i Julian McMahon, es van estrenar el 2013. La segona temporada, Full Circle: Chicago, protagonitzada per Terry O'Quinn, Calista Flockhart, Kate Burton, Chris Bauer, Rita Wilson i Brittany Snow es van estrenar el 2015. La tercera temporada es va rodar el gener de 2016 amb Dougray Scott i Kim Raver protagonitzats. El nou capítol, titulat Full Circle: Miami, després de les perilloses ramificacions polítiques de l'escàndol sexual d'un candidat presidencial, es va estrenar el setembre de 2016 a Audience Network.
El 2019, Hamm va dirigir el pilot i tres episodis posteriors de White Lines de Netflix, d'Álex Pina, una sèrie sobre un DJ mancunià que desapareix misteriosament a Eivissa. El programa es va estrenar a Netflix a la primavera del 2020 i va rebre crítiques entusiastes, i ràpidament es va convertir en un dels programes més vistos a Netflix.

## Filmografia com a director
- La Martha coneix en Frank, en Daniel i en Laurence (1998)
- Esclat de passions (1998)
- The Hole (2001)
- Godsend (2004)
- Killing Bono (2011)
- Rogue (2013-2016)
- Full Circle (2013-2016)
- Things You Shouldn't Say Past Midnight (2014)
- The Journey (2016)
- Driven (2018)
- Gigi & Nate (2022)
- William Tell (TBA)